# Shako
Shako е чатбот с изкуствен интелект, собственост на Panda Chat Holdings.

## Описание
Shako използва езиковия модел на Panda Chat и е независим от другите конкуренти на пазара. Обучен е на базата на десетки видове източници – книги, статии, интернет ресурси.
Благодарение на усъвършенстваната обработка на естествен език потребителят може да получава отговори на въпроси от всякакво естество, да генерира текст и да решава казуси.
Приложението не изисква регистрация и има изключително опростен графичен интерфейс.
Към юли 2023 г. поддържа няколко езика, включително английски, испански, немски, нидерландски и френски, но най-добре работи на английски. Самият езиков модел може да се персонализира според нуждите на потребителя и да се внедрява в негови собствени разработки на приложен софтуер.